# Romanos stjärna
Romanos stjärna eller GR 290, är en ensam stjärna i galaxen Messier 33 belägen i mellersta delen av stjärnbilden Triangeln. Den har en högsta skenbar magnitud av ca 16,5 och kräver ett kraftfullt teleskop för att kunna observeras.

## Observation
Upptäckt av Giuliano Romano (som den fick sitt namn efter), rapporterades Romanos stjärna först som en av elva nya variabla stjärnor i Triangelgalaxen. Dessa numrerades från GR 282 till GR 292. GR 290 beskrevs som en Hubble-Sandage-variabel, mer allmänt känd nu som en lysande blå variabel (LBV). Den beskrevs variera från fotografisk magnitud 16,5 till 17,8. De övriga tio stjärnorna var relativt vanliga stjärnor i vår egen galax, men den starkt lysande GR 290 ingår i M33-galaxen och kom att kallas Romanos stjärna.

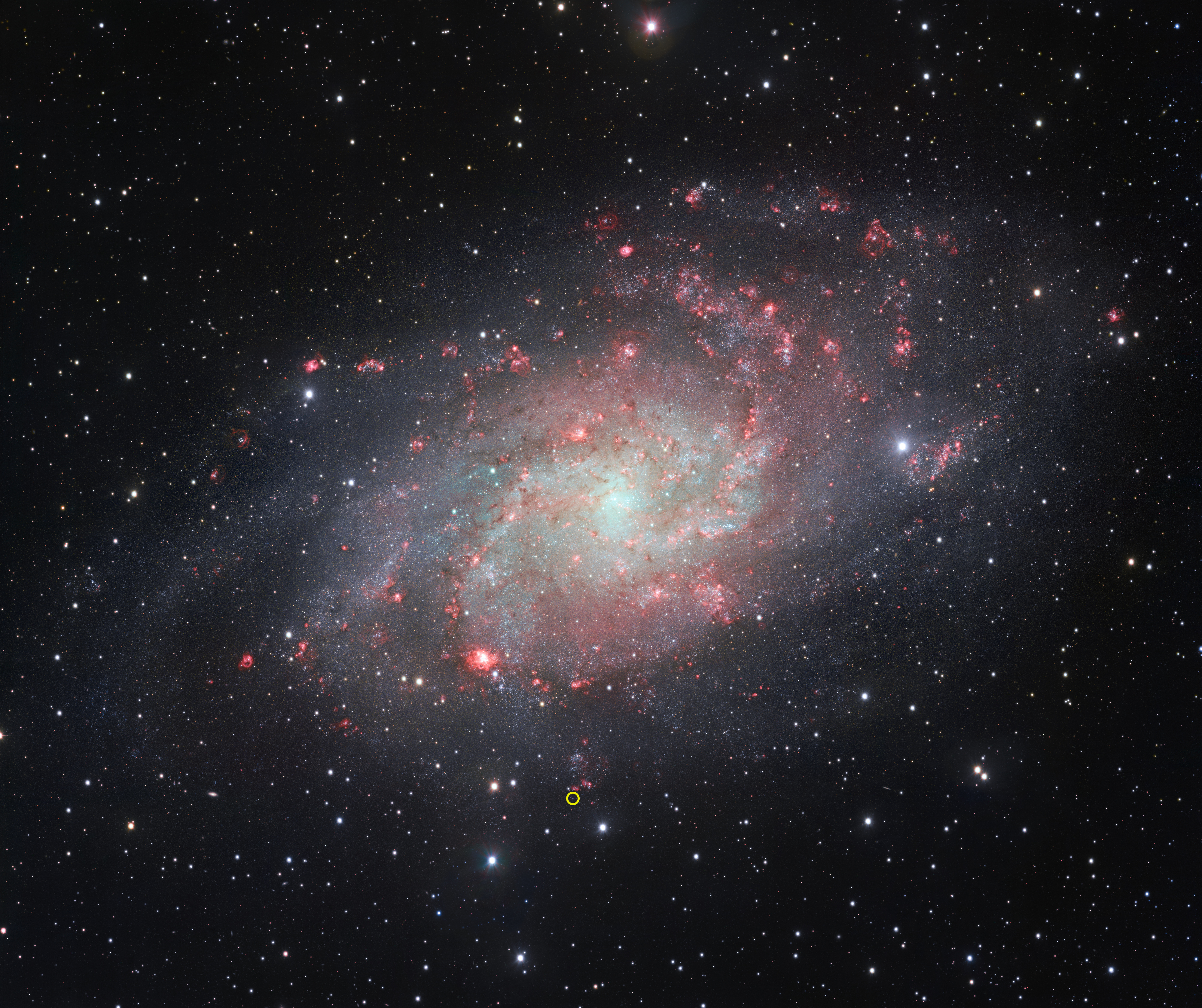
Placering av Romanos stjärna (under mitten, inringad)

En detaljerad uppföljningsstudie av den nya sällsynta typen av variabel visade att den var 17 bågminuter från centrum av M33, i utkanten av galaxen nära en av spiralarmarna. På fotografiska plåtar tagna mellan 1960 och 1977 ses stjärnan variera oregelbundet mellan fotografisk magnitud 16,5 och 17,8, med vilande perioder 1960–1961 och 1974 och framåt.
En spektroskopisk studie nära lägsta ljusstyrka 2003 bekräftade LBV-naturen hos Romanos stjärna och visade att spektraltypen var Of/WN. Den är listad i Extragalactic Variable Stars-katalogen som M33 V532.

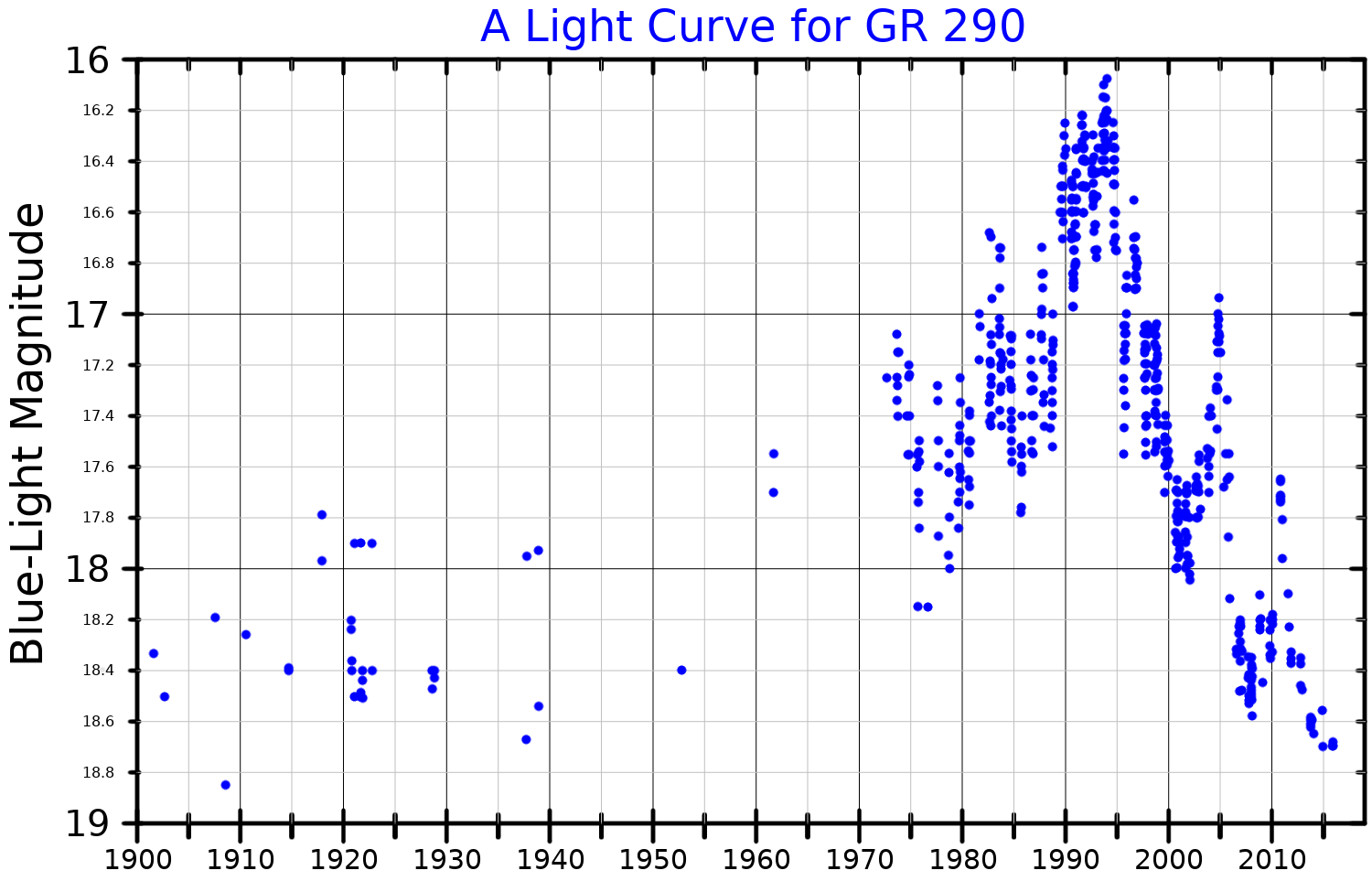
Ljuskurva i blåa bandet för GR 290, anpassad från Polcaro et al. (2016)

Analys av historiska data visar att Romanos stjärna sannolikt var stilla från 1900 tills fem utbrott inträffade mellan 1960 och 2010. Ljusstyrkan är inte konstant under maximum utan visar variationer på en tidsskala av månader. Det tredje av de fem utbrotten var det ljusaste och nådde en topp på 16,5. Minsta ljusstyrka var 2014, den svagaste som registrerats, med under magnituden 18,7 och stjärnan förblev svag in i 2016. Det har föreslagits att serien av utbrott nu är klar.
Även om Romanos stjärna har ett Wolf-Rayet-spektrum, är den inte en klassisk vätefri Wolf-Rayet-stjärna. Den visar fortfarande ca 70 procent mer väte än helium vid ytan. Den beräknas vara bara fyra miljoner år gammal och har ännu inte förlorat hela dess yttre hölje av väte. Utvecklingsmodeller av massiva stjärnor tyder på att Romanos stjärna började som en  stjärna med en massa av 60 solmassor, har upplevt ett relativt kort LBV-stadium efter att den lämnade huvudserien och nu förlorar det sista av dess väte innan den blir en mer konventionell Wolf–Rayet-stjärna.

## Egenskaper
Romanos stjärna är en lysande blå variabel av spektraltyp WN8h–WN11h. Den har en radie ändras också från cirka 22,5 solradier vid minimum till 61 vid maximum, så att stjärnan är mycket större och kallare när den är visuellt som ljusast.  Stjärnans effektiva temperatur ändras från ca 33 000 K vid lägsta ljusstyrka till ca 23 500 K vid maximal ljusstyrka.  Typiskt beteende för en LBV under dessa utbrott är att den bolometriska ljusstyrkan förblir ungefär konstant, men Romanos stjärna är en av flera som har visat sig väsentligt ändra dess ljusstyrka. Ljusstyrkan ökar från cirka 500 000 gånger solens som minimum till över en miljon som maximum.
Romanos stjärna beräknas ha en stamfadermassa över 40 solmassor och att förlora massa med en hastighet av en solmassa på 25 000–50 000 år. Massförlusten är störst när stjärnan är störst och ljusast.